# Maritxu Alonso

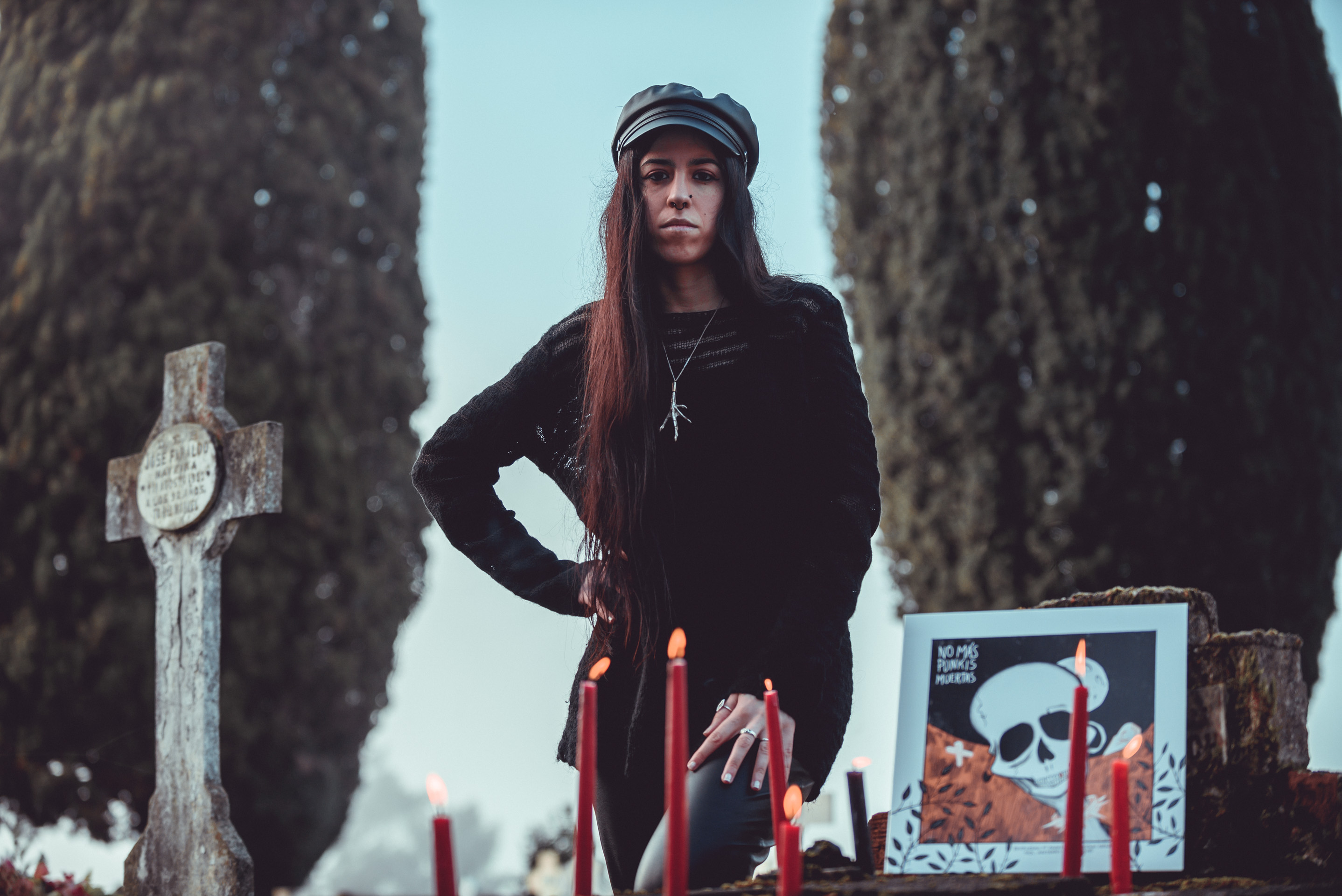
Maritxu Alonso fotografiada per Leo López

Maritxu Alonso (Bilbao, 31 de desembre de 1990) és una fotògrafa, professora i investigadora especialitzada en punk i feminismes.
Es va diplomar en Educació Social per la Universitat Autònoma de Barcelona, es va graduar en Estudis Hispànics pel Centro Universitario CIESE-Comillas i va fer tres màsters a la Universitat de Cantàbria. El seu treball final de grau va consistir en una anàlisi semàntica i caracterització discursiva de les lletres de la banda barcelonina Desechables. Va obtenir la Formació Professional de Laboratori d'Imatge i la titulació d'Experta Universitària a Rock amb l'especialitat de baix elèctric per la Universitat Miguel Hernández d'Elx. Va treballar diversos anys a la Sala Escenari Santander fent-hi tasques de muntatge i producció musical així com coordinant l'Escola de Rock. També ha treballat a la producció de nombrosos festivals i ha estat professora de rock per a dones adultes a la Escuela de Empoderamiento Feminista de l'Ajuntament de la Corunya.
El 2013 va fundar Uterzine, un fanzín sobre punk i noies que es va convertir amb el pas dels anys en un projecte feminista d'autoedició editorial, organització de concerts, realització de tallers i segell discogràfic. A través d'aquest nom va reeditar el fanzín vuitanta Páginas Anarkillas (2020) de la banda tinerfenya Chute de Esperma i va participar en la publicació del llibre El lenguaje de las sombras d'Amparo MGM. Ha llançat i participat en el llançament de més d'una desena de discos entre els quals destaca el recopilatori en vinil No Más Punkis Muertas, en què apareixen setze bandes punk de l'estat espanyol compostes al 100 per cent per identitats no normatives: Arañazo, Càndides, Chroma, Desenterradas, Estolda, Genderlexx, Koñote Vil, Las Marikarmen, Lentejas, Mistkäfer, Presas del Produkto, Punto G, Raw Paw, Toys Sarasas, Transxenéricas i Vulvassur.
El 2019 va publicar el llibre Mujeres Punks: Las Pioneras de Nuestra Escena, que va il·lustrar Helen Sotillo,que inclou les biografies de quinze protagonistes punk del país en un format quadern de pintar: Lourdes Olangua Besga (OK Corral), Tere González (Desechables), Ángela Saura (OX POW), Pilar Bueno (IV Reich), Marieli Arróniz (Cikatriz en la matriz), Plum (La Xeta Pasote), Ana Curra (Parálisis Permanente), María García Verdú (Mortícia y los Decrépitos), Coral Alonso (Aerolíneas Federales), Elena Oramas (Chute de Esperma), Gema Cotallo (Cruela de Vil), Ànima Gómez (Cocadictos), Silvia Escario (Último Resorte), Mamen Rodrigo (Vulpes) i Yoli (Liposo+ pa tu jeto). El 2022 va publicar el fotollibre Unha vida de Ultratumba juntament amb una exposició homònima amb la qual va reivindicar la vida i obra de Chus Taboada, cantant de la banda viguesa Voces de Ultratumba. A finals d'aquell any va entrar a formar part com a baixista d'aquesta formació postpunk, que després d'anys d'inactivitat va ressorgir amb els seus tres components originals i dues noves ultratombes. El 2023 el seu projecte documental ¡Mujeres, trans, no binàries y bolleras al frente! Una cartografía disidente del punk barcelonés va ser premiat amb una Residència Audiovisual a La Bonne, Centre de Cultura de Dones Francesca Bonnemaison. El mateix any va presentar l'exposició fotogràfica Deskiciadas al Casal de Barri del Raval.
És investigadora i docent al Departament de Musicologia d'una universitat pública i forma part del comitè organitzador de Punk Scholars Network Iberia.